# Domingo Rodríguez
Domingo Rodríguez – piłkarz urugwajski, obrońca.
Jako piłkarz klubu River Plate Montevideo wziął udział w turnieju Copa América 1953, gdzie Urugwaj zajął trzecie miejsce. Rodríguez zagrał tylko w pierwszej połowie meczu z Chile – w przerwie zmienił go William Martínez.